# Silnice II/381
Silnice II/381 je česká silnice II. třídy v Jihomoravském kraji propojující okresy Brno-venkov, Břeclav a Hodonín. Je dlouhá 42 km.
Do roku 1997 se jednalo o úsek silnice I. třídy č. 54. Na své trase křižuje jiné dvě bývalé silnice I. třídy (č. 2, dnes II/425 a č. 51, dnes II/380).

## Vedení silnice

#### Okres Brno-venkov
- křížení s I/52 a II/395 u Pohořelic
- Pohořelice-Velký Dvůr
- Přibice
- Vranovice

#### Okres Břeclav
- odbočka Uherčice
- Velké Němčice (II/425)
- most přes dálnici D2 (bez nájezdu)
- Křepice
- Nikolčice
- křížení s II/420
- Diváky
- odbočka Boleradice
- křížení s II/380
- Velké Hostěrádky (křížení a peáž s II/418)

#### Okres Hodonín
- Dambořice
- Uhřice-Janův Dvůr (II/419)